# 커민스판매써비스코리아
커민스판매써비스코리아 주식회사(영어: Cummins Sales & Service Korea)는 충청남도 천안시 서북구 성거읍 성거길 228-1에 본사를 둔 디젤 엔진 및 발전기 제조업체이자 판매 법인이다.

## 역사
커민스판매써비스코리아는 1996년 12월 9일, 미국의 다국적 기업인 커민스 그룹이 100% 출자하여 커민스디젤판매써비스라는 법인으로 설립되었다.
2002년 5월, 본점을 경기도 오산시에서 충청남도 천안시로 이전하였으며, 2006년 7월부로 사명을 커민스디젤판매써비스에서 커민스판매써비스코리아로 변경하였다.

## 사업장 현황
- 본점: 충청남도 천안시 서북구 성거읍 성거길 228-1
- 판교사무소: 경기도 성남시 분당구 대왕판교로 670 유스페이스2 B동 4층 402호